# Estación Dorado
Estación Dorado är en ort i Mexiko.   Den ligger i kommunen Allende och delstaten Chihuahua, i den centrala delen av landet, 1 100 km nordväst om huvudstaden Mexico City. Estación Dorado ligger 1 514 meter över havet och antalet invånare är 138.
Terrängen runt Estación Dorado är huvudsakligen platt, men åt sydost är den kuperad. Runt Estación Dorado är det mycket glesbefolkat, med 2 invånare per kvadratkilometer. Närmaste större samhälle är San Antonio del Alto Corralejo, 6,3 km sydväst om Estación Dorado. Omgivningarna runt Estación Dorado är i huvudsak ett öppet busklandskap.